# Hogan's Alley
Hogan's Alley is een videospel dat werd ontwikkeld en uitgegeven door Nintendo. Op 12 juni 1984 kwam het spel uit voor het platform Nintendo Entertainment System. Het spel wordt gespeeld met de NES Zapper.

## Ontvangst
| Beoordeeld door       | Jaar | Score |
| --------------------- | ---- | ----- |
| Nintendo Land         | 2003 | 91%   |
| Génération 4          | 1987 | 90%   |
| Tilt                  | 1987 | 65%   |
| Just Games Retro      | 2001 | 60%   |
| The Video Game Critic | 2007 | 42%   |